# (2385) Mustel
(2385) Mustel (1969 VW) – planetoida z pasa głównego asteroid okrążająca Słońce w ciągu 3,36 lat w średniej odległości 2,24 au. Odkryta 11 listopada 1969 roku.